# 衲螺
衲螺（学名：Cancellaria mangeloides），是新腹足目核螺科核螺属的一种。主要分布于中国大陆，常栖息在低潮线下。